# Aiptasia mimosa
Aiptasia mimosa is een zeeanemonensoort uit de familie Aiptasiidae. De anemoon komt uit het geslacht Aiptasia. Aiptasia mimosa werd in 1864 voor het eerst wetenschappelijk beschreven door Duchassaing & Michelotti. 